# 斜坡函数

斜坡函数的圖

斜坡函数是一個一元實函數，因此其圖形類似斜坡，故得其名，斜坡函数有許多不同的定義方式，例如「負值時為０，其他值的輸出等於輸入」。斜坡函数的斜率以及斜坡的位置也可以調整，此條目中的斜坡函数是單位斜坡函数（斜坡斜率為1，從0的位置開始）。
在机器学习中，常會稱斜坡函数為ReLU激活函数，或是线性整流函数，類似電子工程中的半波整流器。若用在統計學的似然函数，會稱為Tobit模型。
斜坡函数在數學以及工程上有許多的應用，依使用的情境不同，也有不同的名稱。也有不少類似斜坡函数的函數。

## 定義
斜坡函数（{\displaystyle R(x):\mathbb {R} \rightarrow \mathbb {R} }）可以用許多的解析方式來定義。以下是一些定義：
{\displaystyle R(x):={\begin{cases}x,&x\geq 0;\\0,&x<0\end{cases}}}
或
{\displaystyle R(x):=\operatorname {max} (x,0)}
- 单位阶跃函数乘以x：

{\displaystyle R\left(x\right):=xH\left(x\right)}
- 单位阶跃函数和其本身的卷積：

{\displaystyle R\left(x\right):=H\left(x\right)*H\left(x\right)}
- 单位阶跃函数的積分：

{\displaystyle R(x):=\int _{-\infty }^{x}H(\xi )\,\mathrm {d} \xi }
- 麦考利括弧（英语：Macaulay brackets）：

{\displaystyle R(x):=\langle x\rangle }

## 解析性質

### 非零性質
此函數在整個定義域中的值都是非負值，因此其絕對值都是其自身。
{\displaystyle \forall x\in \mathbb {R} :R(x)\geqslant 0}
及
{\displaystyle \left|R\left(x\right)\right|=R\left(x\right)}

### 導數
斜坡函数的導數為单位阶跃函数
{\displaystyle R'(x)=H(x)\ \mathrm {if} \ x\neq 0}

### 傅里叶变换
斜坡函数的傅里叶变换如下
其中{\displaystyle \delta (x)}為狄拉克δ函数（在此公式中，有出現其微分項）

### 拉普拉斯變換
斜坡函数的傅里叶变换如下
{\displaystyle R(x)}單邊的拉普拉斯變換定義如下：

## 代數性質

### 迭代不變性
斜坡函数的每個迭代函数都是其自身：

{\displaystyle R\left(R\left(x\right)\right)=R\left(x\right)}. 
- 證明：{\displaystyle R(R(x)):={\frac {R(x)+|R(x)|}{2}}={\frac {R(x)+R(x)}{2}}} {\displaystyle =} 
 {\displaystyle =} {\displaystyle {\frac {2R(x)}{2}}=R(x)}.

此處應用到非零性質。